# Ostryopsis nobilis
Ostryopsis nobilis är en björkväxtart som beskrevs av Isaac Bayley Balfour och William Wright Smith. Ostryopsis nobilis ingår i släktet Ostryopsis och familjen björkväxter. Inga underarter finns listade.
Arten förekommer glest fördelad i bergstrakter i de kinesiska provinserna Sichuan och Yunnan. Den växer i regioner som ligger 1500 till 3000 meter över havet. Ostryopsis nobilis har bra förmåga att etablera sig i områden som tillfällig var ödelagt.
Denna växt är vanligen utformad som en buske med en maximal höjd av 5 meter. Busken har i maj och juni blommor och från juli till september förekommer frukter.